# Inge Bårdsson
Inge Bårdsson, född 1185, död 23 april 1217, var kung av Norge från augusti 1204 till sin död. Han var son till kung Sverre Sigurdssons syster, Cecilia Sigurdsdotter och lendmannen Bård Guttormsson från Reins kungsgård i Trøndelag. Inge blev vald till kung av birkebeinarna och stred mot baglerna de första tre åren av sin regeringstid. Han hade sitt säte i Trondheim.
Inge kämpade mot baglerna fram till 1207, när han och baglerkungen Filippus Simonsson förlikades genom att Filippus erkände kung Inge Bårdssons överhöghet, men styrde sin landsdel (Viken) med kungs namn till sin död.
Inge anses ha stått under stort inflytande från sin halvbror, jarl Hakon galen, vilken dog 1214.
Inge Bårdsson är begravd i Nidarosdomen i Trondheim.

## Barn
Inge Bårdsson hade en utomäktenskaplig son Guttorm (född 1206) med sin frilla Gyrid.